# Olga Matušková
Olga Matušková (rozená Blechová, * 2. října 1948 Turnov) je česká zpěvačka a herečka. Jejím manželem byl český zpěvák Waldemar Matuška.
Byla členkou dívčí skupiny Krystalky, a od roku 1966 dua Irena a Olga. Později spolupracovala především s Waldemarem Matuškou, za kterého se roku 1976 provdala.

## Diskografie, výběr
- 1974 – Za klobouk si vrásky dej/Kytky začly kvést / Kovbojský bál/Klauni jdou, Olga Blechová a KTO,[1] Panton 33 0333, EP
- 1975 – Střípek mládí/S tou naší partou je kříž, Panton 44 0562, SP[2]
- 1976 – A já mu na to hlavou kývám, Olina Blechová/Když jsem já sloužil, Olina Blechová a Waldemar Matuška, Supraphon 1 43 1968, SP[3][4]
- 1976 – Kluci do nepohody, Waldemar Matuška, K.T.O., Olga Blechová, Supraphon 1 13 1973 H, LP (reedice CD – 2000, Bonton + bonus 11 písní)
- 1980 – Nebe plné balounů, Waldemar Matuška/Chtěl jsem být kovbojem, Waldemar Matuška, Olga Blechová – Tonpress S-258, SP[5]
- 198? – Merry Christmas with Waldemar, Olga & Waldemar Jr., LP
- 1985 – The Country Door Is Always Open, Waldemar Matuška, Olga Blechová & K.T.O. – Supraphon, LP
- 19?? – Teče voda, teče... národní písně, Waldemar a Olga Matuška, LP
- 1999 – Niagara – Waldemar & Olga, LP (reedice CD – 2009, Fever Music)
- 2004 – Šťastné Vánoce, Waldemar, Olga, Waldemar George Matuška, Universal Music, CD

## Filmografie
- 1967 – Hoří, má panenko
- 1968 – Kulhavý ďábel
- 1969 – Šest černých dívek aneb Proč zmizel Zajíc?
- 1972 – Půlnoční kolona
- 1973 – Zatykač na královnu
- 1976 – Zítra to roztočíme, drahoušku…!
- 1977 – Talíře nad Velkým Malíkovem
- 1977 – Já to tedy beru, šéfe...!
- 1978 – Trasa
- 1980 – Trhák
- 1987 – Dobří holubi se vracejí

## Knihy
- Waldemar Matuška, Olga Matušková, Waldemar G. Matuška: Tisíc mil, těch tisíc mil..., De-Mar Enterprise, 1999, (2. vydání, Computer Press, 2009, ISBN 978-80-251-2664-6, EAN 9788025126646)
- Olga Matušková: Waldemar a Olga Zákulisí našeho života, NUAL s.r.o., Dobříč, 2013, ISBN 978-80-905284-0-6, EAN 9788090528406